# Sculptura 02
Sculptura 02 var en skulpturutställning i Falkenberg under 2002. Utställningen invigdes 20 maj. Debbie Thompson var projektledare.
Uppskattningsvis 17 000 personer besökte utställningen. Kostnaden för evenemanget var i omkring tre miljoner kronor . Liksom vid den tidigare utställningen Sculptura 97 förekom omfattande skadegörelse

### Fotnoter
1. ↑  Hallands Nyheter: Stor invigning på torget[död länk]
2. ↑  
Hallands Nyheter: Dags att summera Sculptura 02
3. ↑  Hallands Nyheter: Allt för få vill vara med och sponsra Sculptura[död länk]
4. ↑  Hallands Nyheter: Vandaliseringen av Sculpturaverk fortsätter[död länk]
5. ↑  Hallands Nyheter: Arg konstnär om vandalerna[död länk]
6. ↑  Hallands Nyheter: Barnens konst fick inte heller vara i fred[död länk]